# درشهر (غوهران)
درشهر (بالفارسية: درشهر) هي قرية تقع في إيران في قسم غوهران الريفي. يقدر عدد سكانها بـ 174 نسمة بحسب إحصاء 2016.